# DFSK C-Series
DFSK C-Series — серия малотоннажных грузовых автомобилей производства DFSK Motor, совместного предприятия между Dongfeng Motor и Chongqing Sokon Industry. Фургоны были представлены 21 сентября 2009 года, а позже были выпущены пикапы. Цельнометаллический фургон выпускается в трёх модификациях: C35 (грузовой автомобиль), C36 (микроавтобус начального уровня) и C37 (микроавтобус). Пикап выпускается в четырёх модификациях: C31 и C51 с одинарной кабиной, а также C32 и C52 с двойной кабиной.

## Описание
В отличие от K-Series и V-Series, автомобили DFSK C-Series являются более крупными и вместительными, с удлинённой колёсной базой. Цены варьируются от 46900 до 59800 юаней. Дизайн передней части и боковых окон напоминает Ford Transit, выпускавшийся с 2006 по 2013 год.

### Фургоны
C35 — фургон, выпущенный во второй половине 2012 года. У него стальные боковые окна и задняя дверь. Вместимость варьируется от 2 до 5 мест.
C36 — микроавтобус начального уровня. У него отсутствуют некоторые функции, включая передние противотуманные фары, кондиционер и подушки безопасности. Легкосплавные колёсные диски уступили место стальным. Вместимость варьируется от 5 до 7 мест.
C37 — микроавтобус среднего уровня с некоторыми функциями, включая передние противотуманные фары, кондиционер и подушки безопасности. В зависимости от мирового рынка, вместимость составляет 5, 7, 9 или же 11 мест.
C56 — рестайлинговый вариант DFSK C-Series, который выпускается с 2022 года. У него горизонтальные фары и горизонтальная радиаторная решётка.

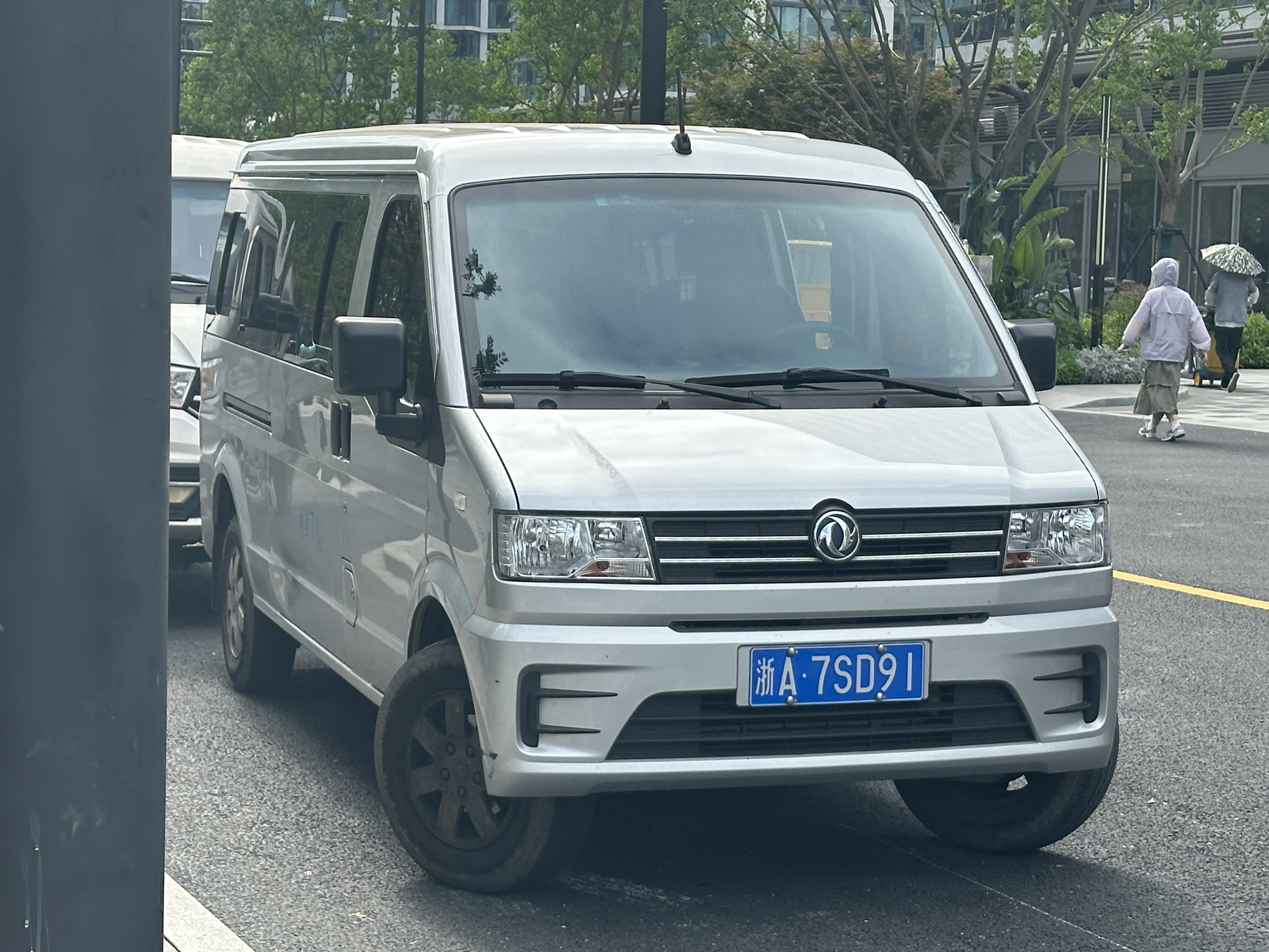
DFSK C56

### Пикапы
Пикапы имеют совершенно другой дизайн кабины, хотя и входят в семейство DFSK C-Series. Фары и радиаторные решётки идентичны DFSK K-Series. На Тайване модель с одинарной кабиной продавалась под названием Sokon Gold Fulwin (稳发稳发), а с двойной кабиной — под названием Grand Fulwin (大稳发).
C31 — пикап с одинарной кабиной вместимостью до двух пассажиров.
C32 — пикап с двойной кабиной вместимостью до пяти пассажиров.
C51 и C52 — модификации C31 и C32 повышенной грузоподъёмности.
D51 и D52 — варианты DFSK C-Series, предназначенные для тяжёлых условий эксплуатации.

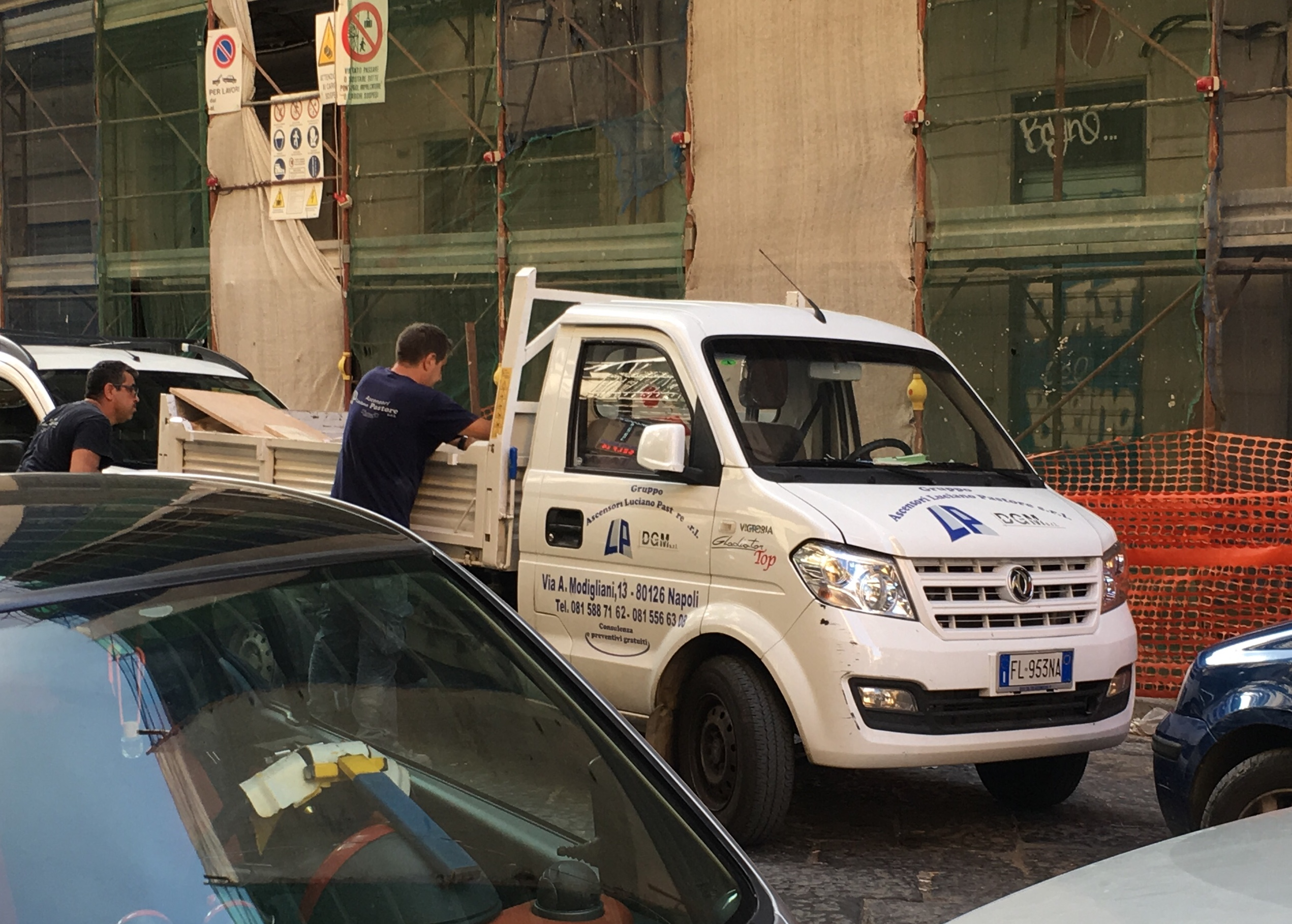
Sokon C31 в Неаполе
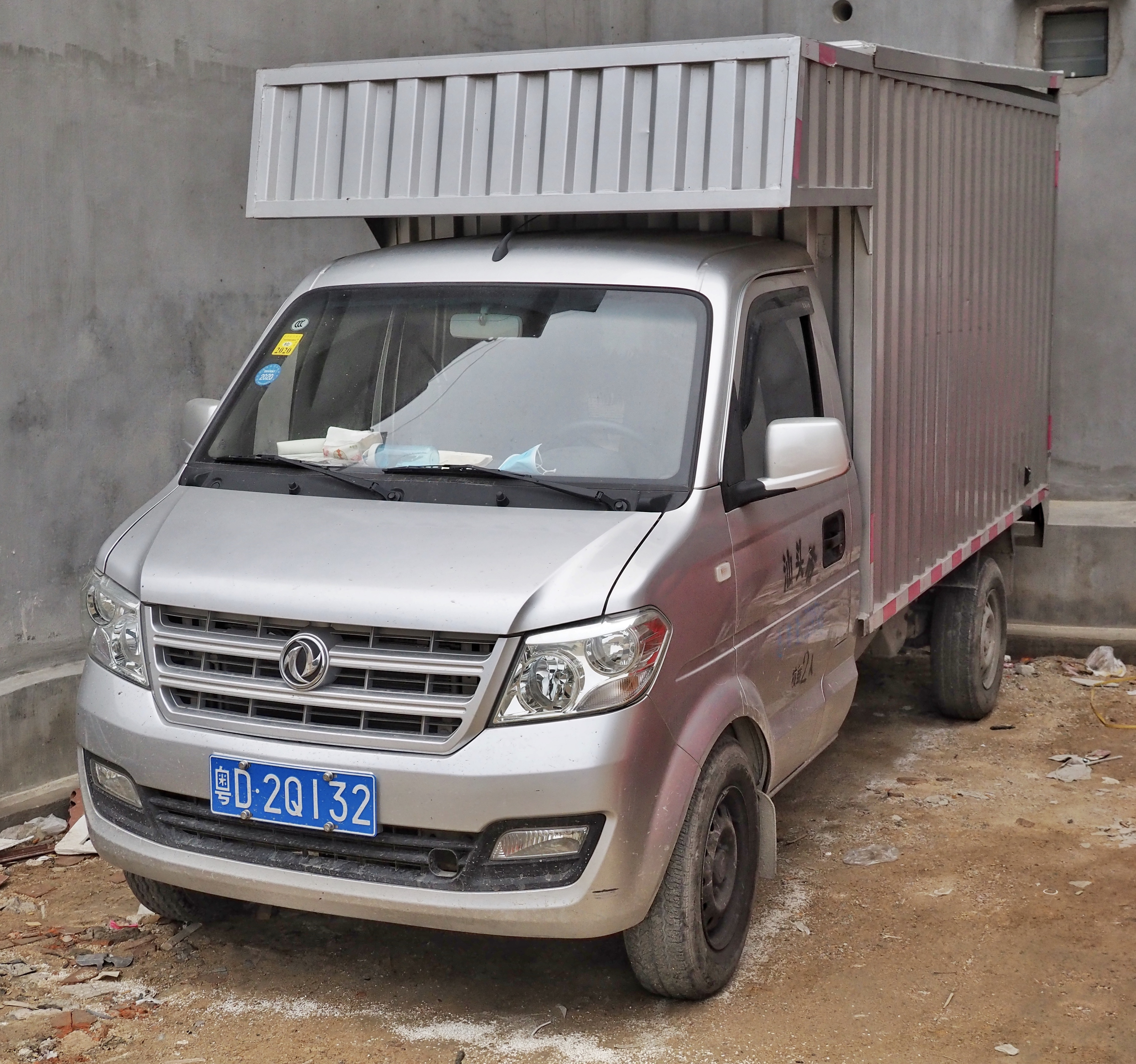
2015 Dongfeng Sokon C31
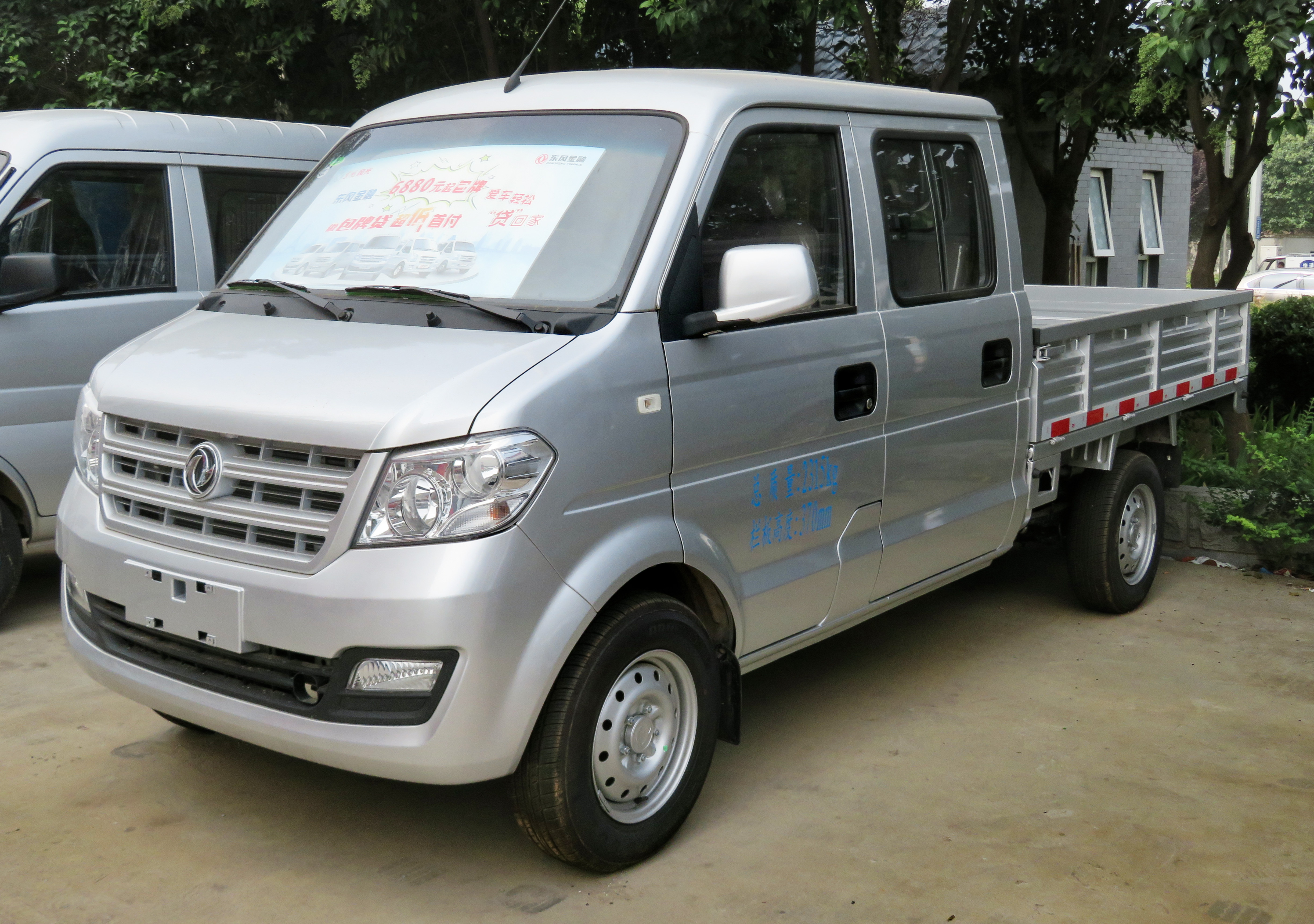
2018 Dongfeng Sokon C32
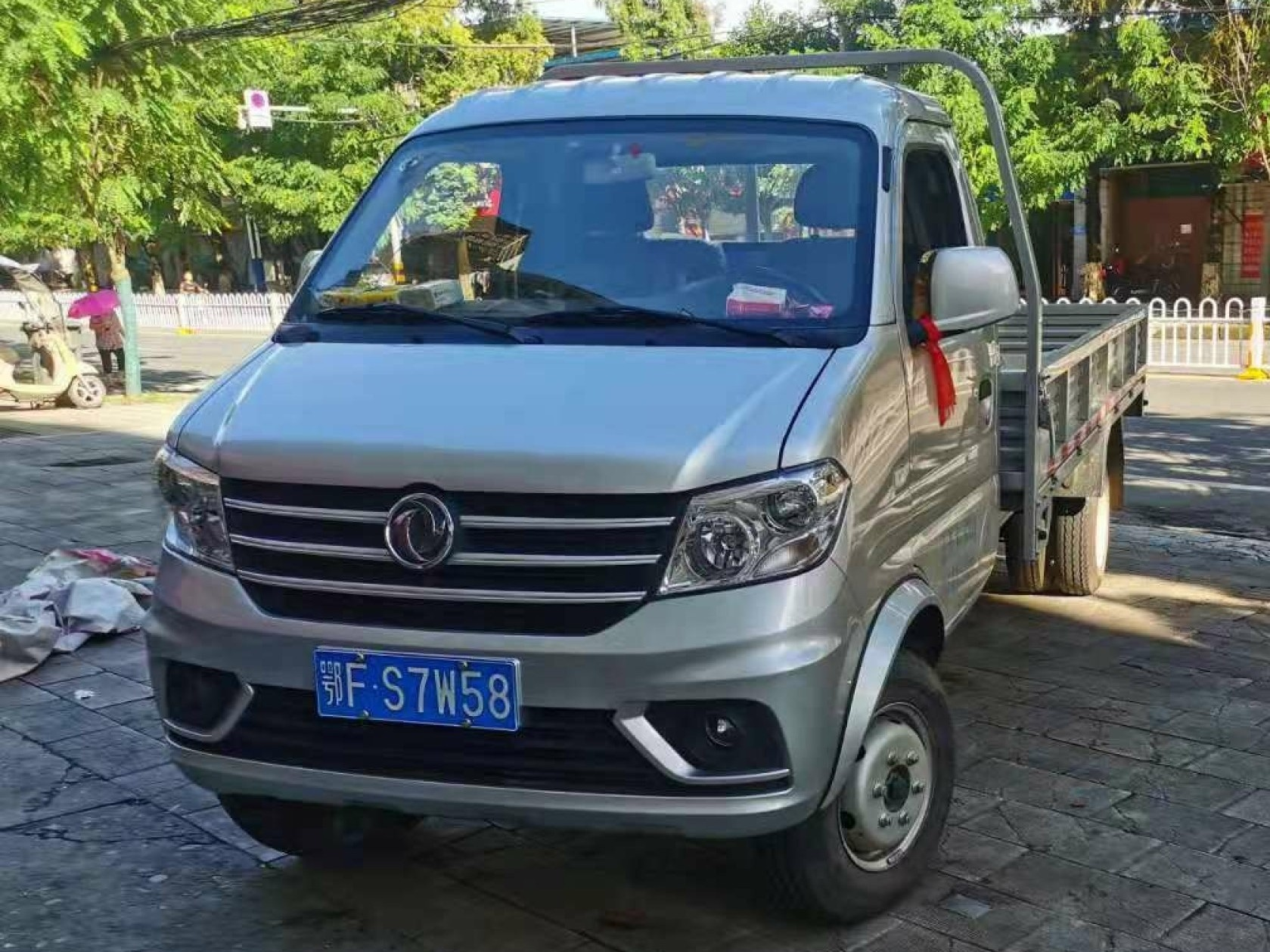
Dongfeng Sokon D51
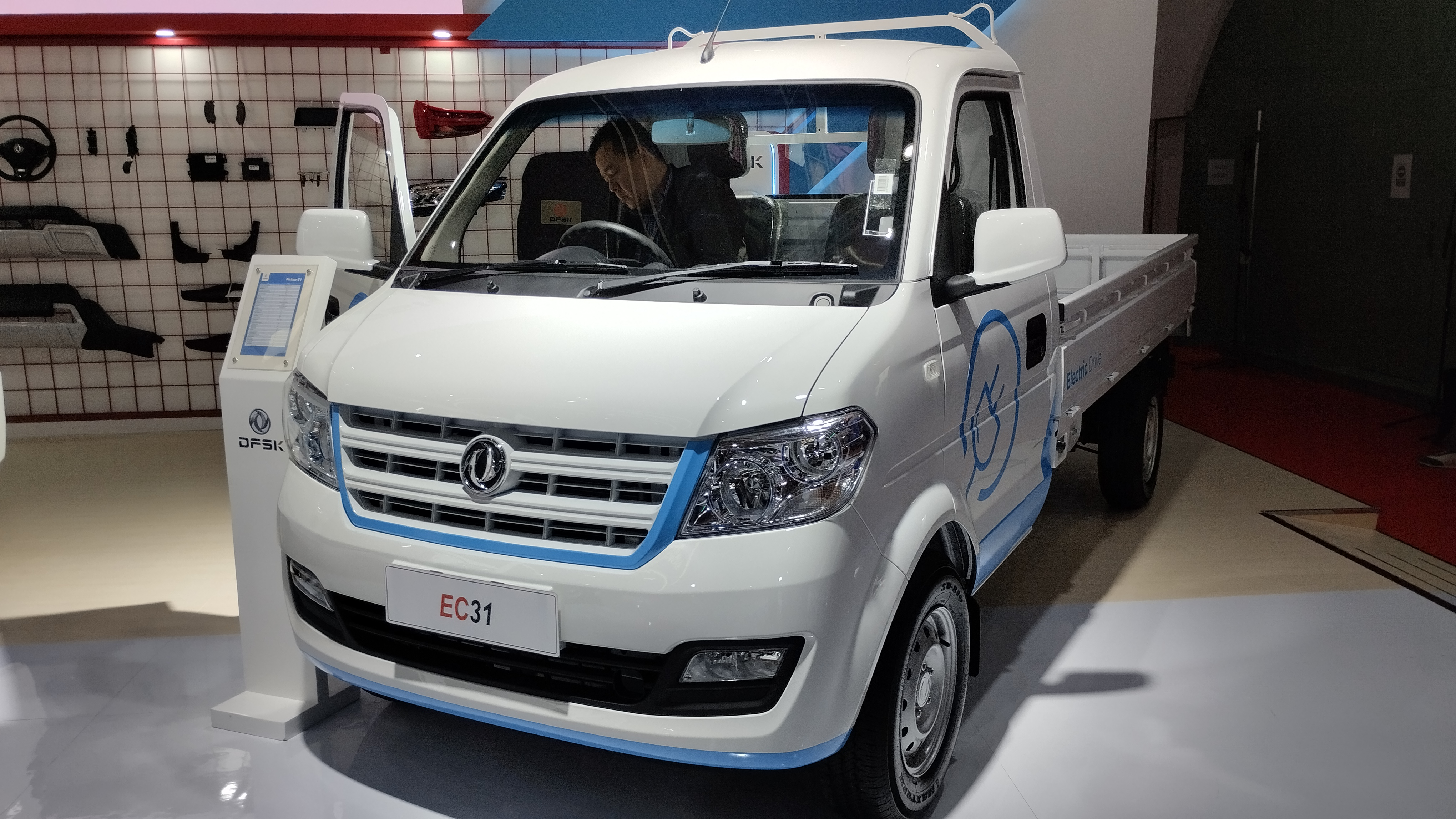
DFSK EC31 (грузовой электромобиль на базе DFSK C31)

В 2022 году были представлены модификации C71, C72, D71 и D72.

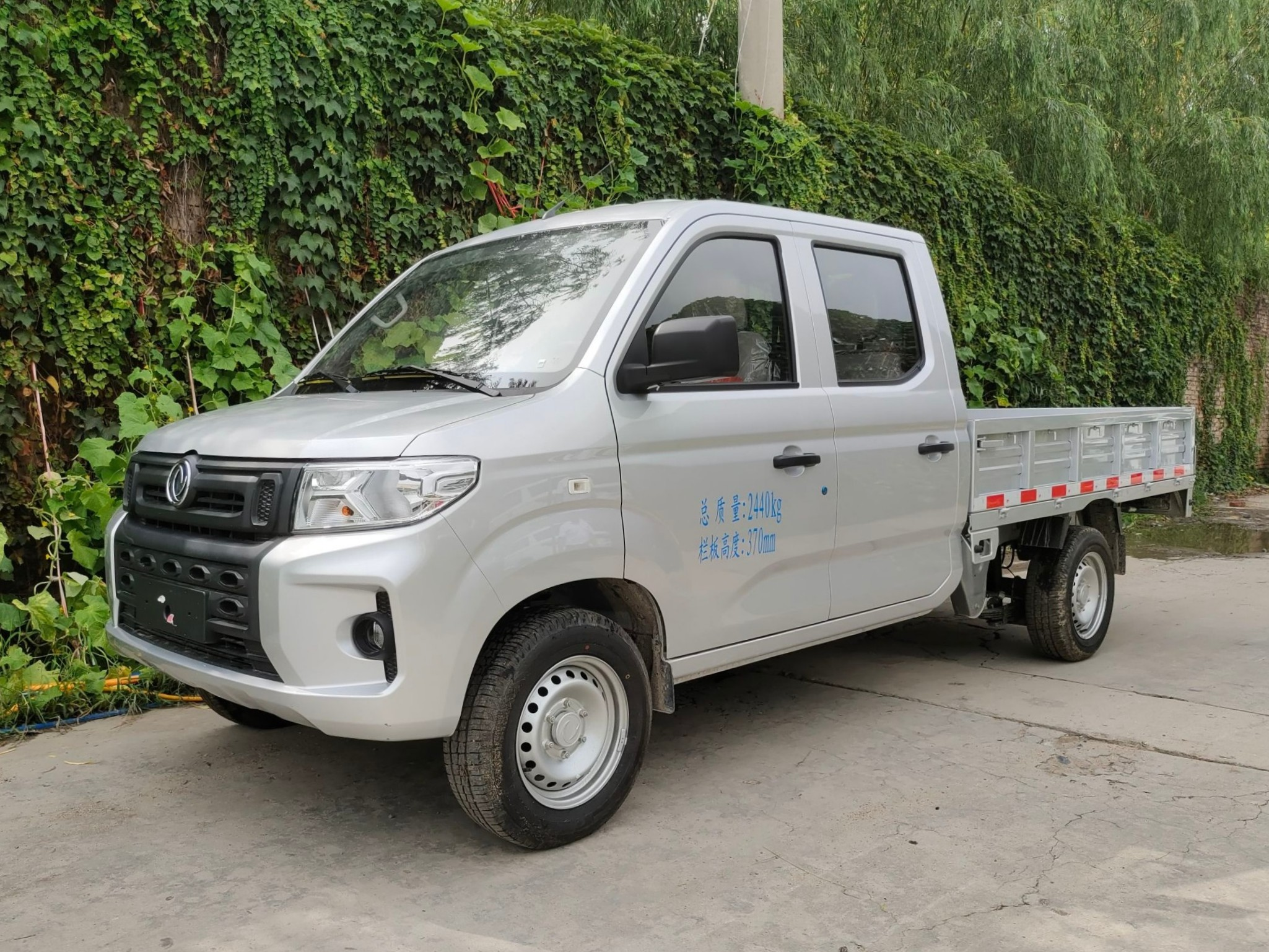
Sokon C72
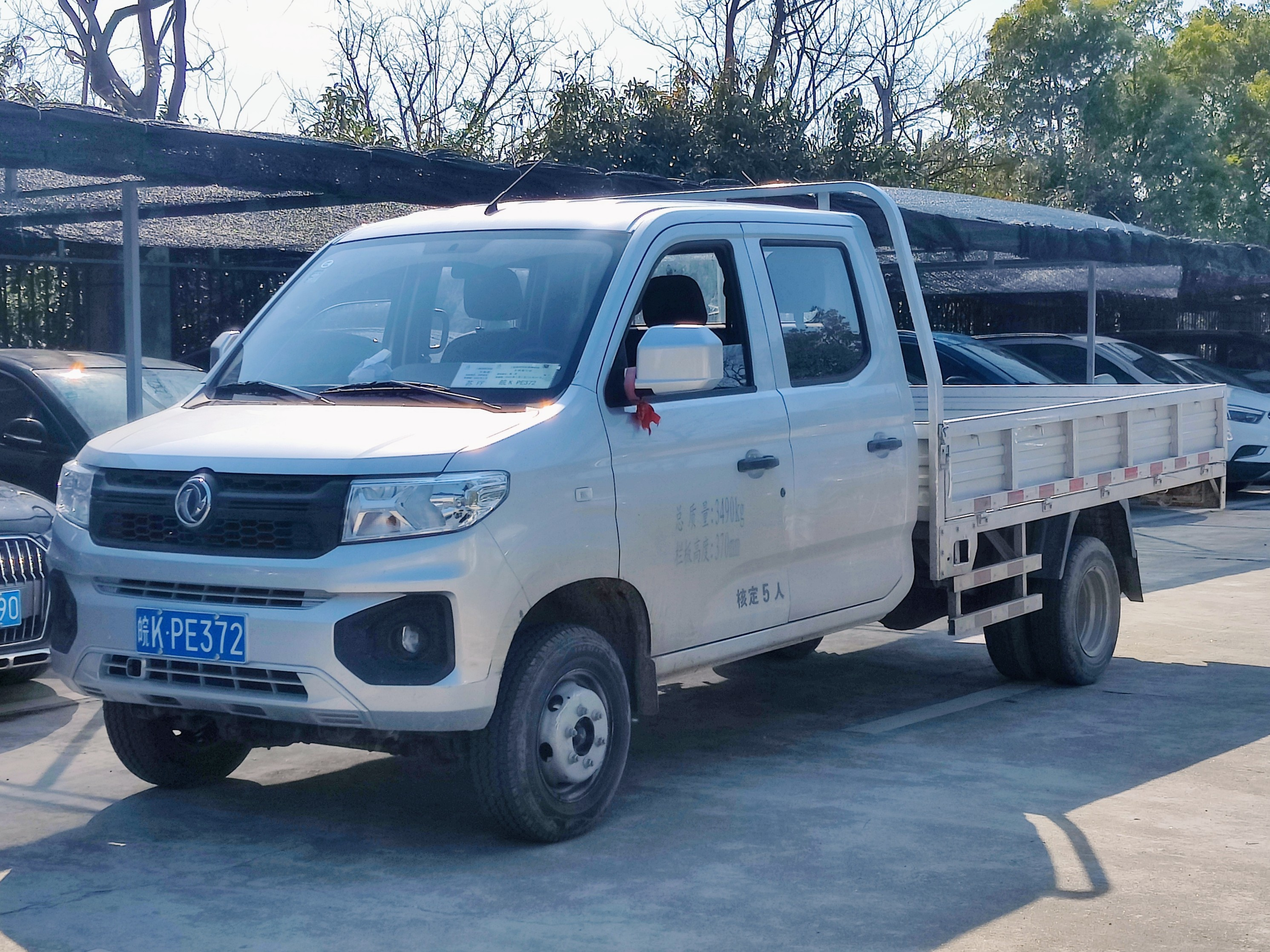
Sokon D72 Plus

### Электромобили Ruichi
Электромобили EC31, EC35 и EC36 на базе C31, C35 и C36, представленные в 2018 году, иногда продавались под брендом Ruichi (瑞驰). EC35 оснащён аккумулятором ёмкостью 41,4 кВт·ч с запасом хода 233 км по циклу NEDC. Масса аккумуляторного блока составляет 400 кг, а напряжение — 320 В. В EC31 и EC36 применяется аккумулятор ёмкостью 42 кВт·ч. Все модели оснащаются электродвигателем мощностью 60 кВт (80 л. с.) и крутящим моментом 200 Н·м.

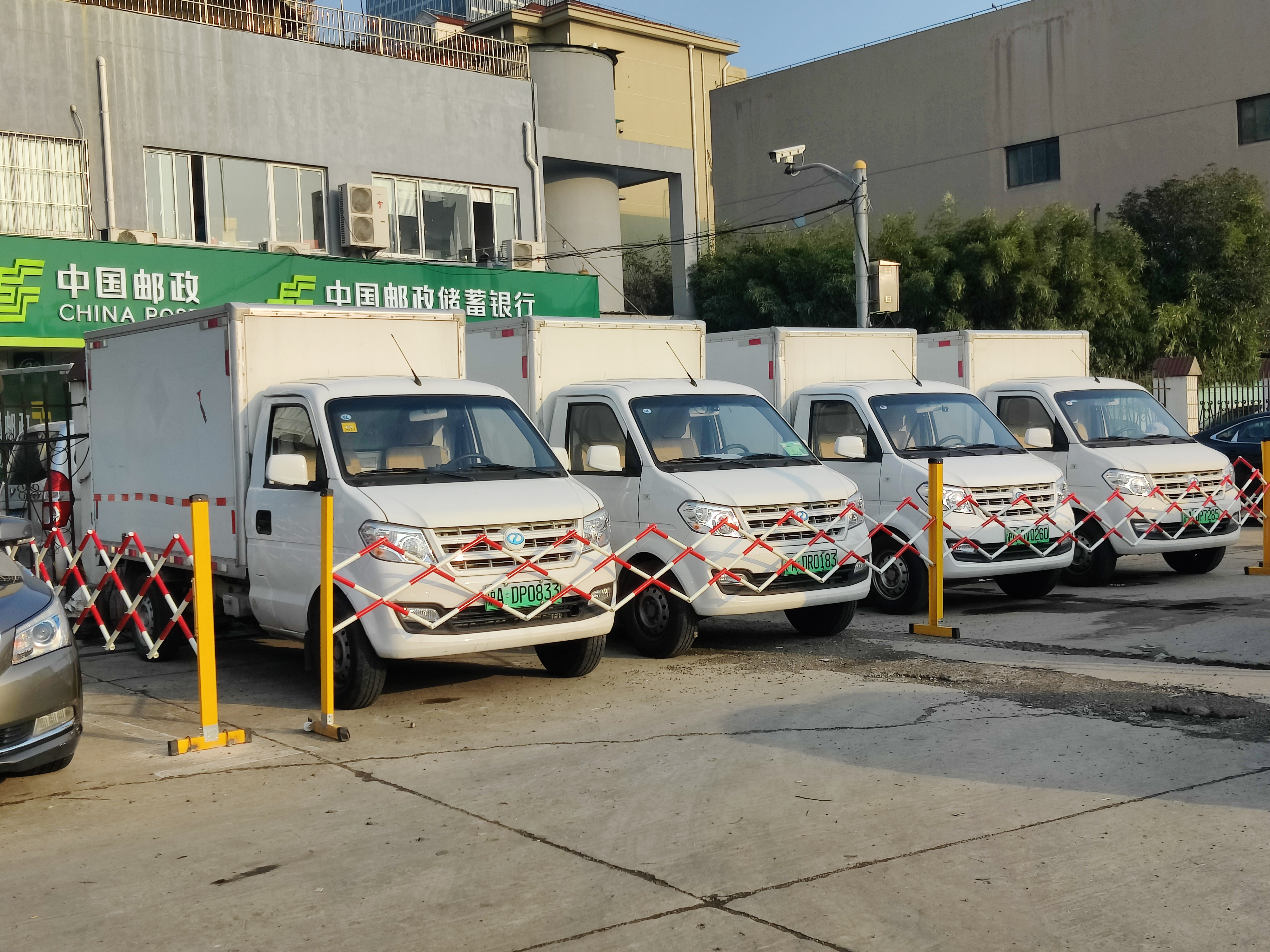
Ruichi EC31
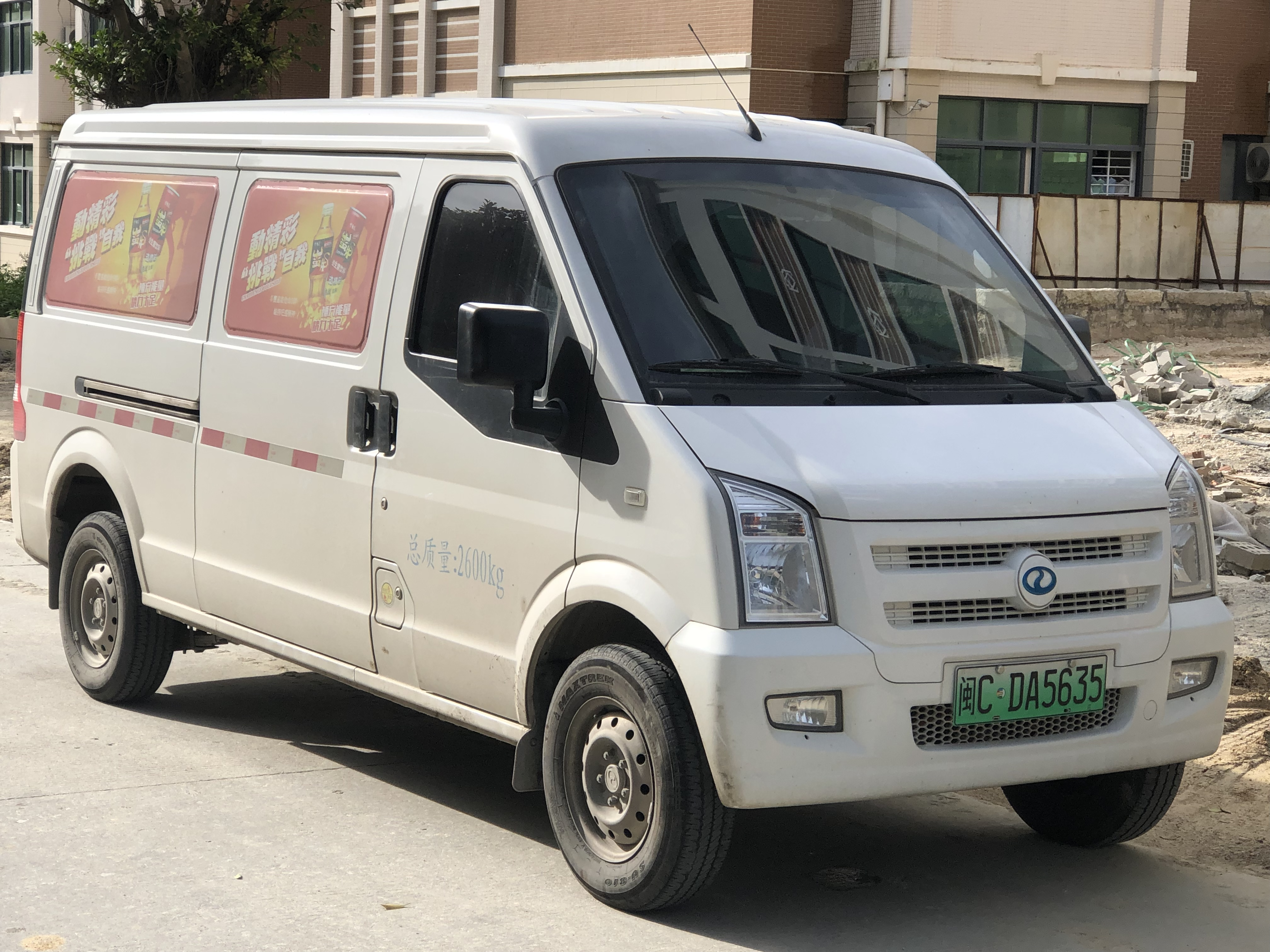
Ruichi EC35
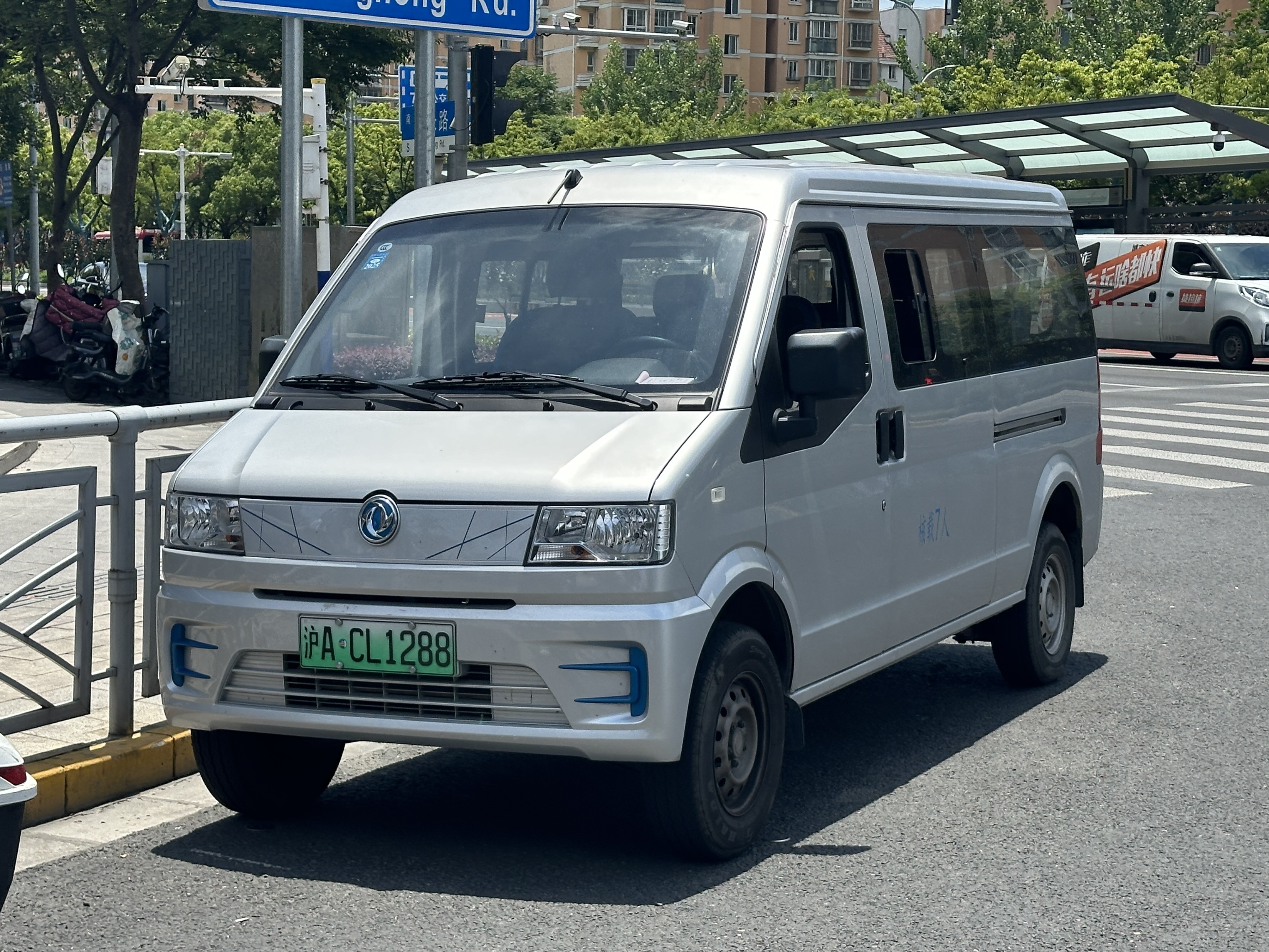
DFSK EC36II

## Мировые рынки

### Великобритания
В Великобритании продажи моделей C31, C32, C35 и C37 начались в 2017 году. Первоначально бренд DFSK был запущен в Великобритании в 2012 году, однако у предыдущего дистрибьютора продажи завершились в 2016 году.

### Индонезия

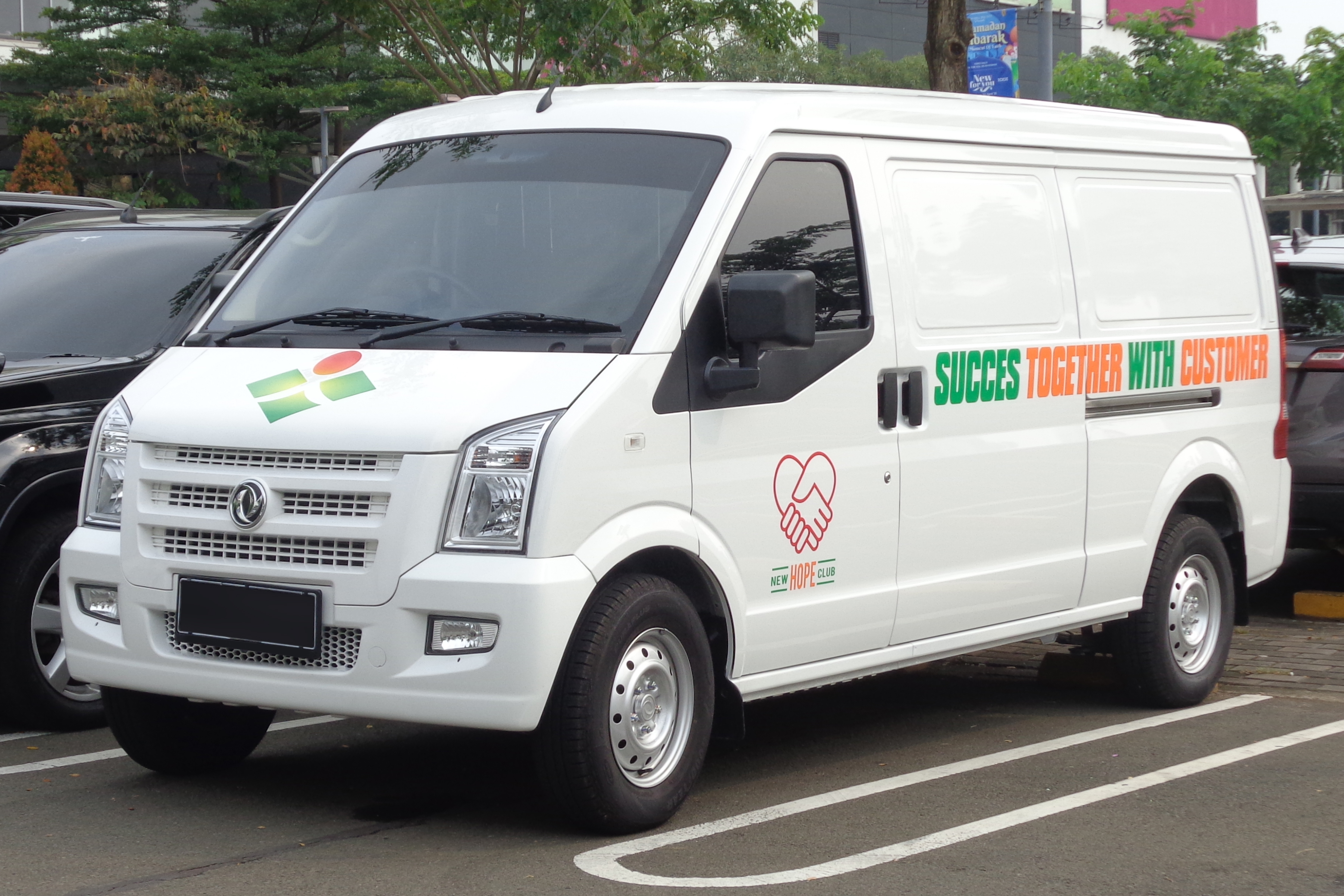
2021 DFSK Gelora 1.5 Blind Van (Индонезия)

В Индонезии автомобили DFSK C-Series продавались под названием DFSK Gelora. Первый автомобиль семейства дебютировал на Международной выставке коммерческих автомобилей Gaikindo Indonesia 5 марта 2020 года. В ноябре 2020 года начались продажи фургонов, а в январе 2021 года — микроавтобусов. Вместимость микроавтобуса составляет 11 мест. Все автомобили оснащались 1,5-литровым бензиновым двигателем и выпускались на заводе DFSK Cikande в Бантене.
15 апреля 2021 года был представлен электромобиль Gelora E. С 2021 по 2023 год автомобили импортировались из Китая, а в феврале 2023 года сборка автомобилей была организована в Индонезии.
Gelora E являлся одним из оперативных автомобилей саммита G-20 на Бали.

### Румыния
DFSK EC35 Cargovan продаётся в Румынии у импортёра «New Car Trading S.R.L.», расположенного в округе Харгита.